# Georg Meissner
Georg Meissner o Georg Meißner (Hannover, 19 de noviembre de 1829-Gotinga, 30 de marzo de 1905) fue un fisiólogo alemán especializado en anatomía e histología. Su estudio de la estructura de la piel le llevó a describir los corpúsculos del tacto que están localizados en la parte papilar de la dermis, y que actualmente llevan su nombre: corpúsculos de Meissner. Son los receptores encargados del tacto o de la sensación de contacto, que permiten percibir la forma y el tamaño de los objetos y discriminar entre lo suave y lo áspero.